# Ewan Pearson

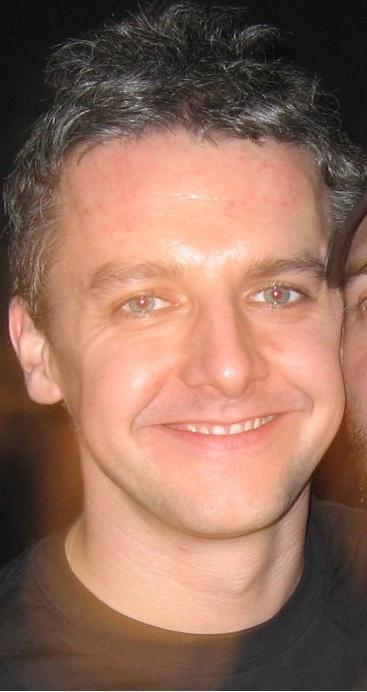
Ewan Pearson

Ewan Pearson (Kidderminster, 1 april 1972) is een Britse producer van deephouse die ook actief is als remixer. Pearson heeft een academische achtergrond en schreef ook wetenschappelijke literatuur over muziek. 

## Biografie
Ewan Pearson werd in 1972 geboren als zoon van een folkmuzikant en groeide op in Kidderminster. Met enkele vrienden richtte hij op de middelbare school de synthband Sample the Dog op. Daarmee maakten ze vooral covers van New Order en Depeche Mode. Zijn studie cultuur en filosofie volgde hij in Cambridge en Londen. In die jaren werd hij actief als dj. Ook begon hij met produceren. Zijn eerste plaat was Motorcade/Highway (1994) onder de naam Villa America. In 1995 wist hij een platencontract te krijgen bij Soma Quality Recordings. Daar bracht hij in 1995 een titelloze ep uit onder de naam Maas. In 1996 verscheen de ep Suture Self. In 1997 verscheen onder deze naam het album Lattitude. Daarbij tuigde hij ook een liveact op. Als Maas verscheen in 1999 nog de ep Powers Of Ten (1999). In de tussentijd was hij bezig met zijn promotie. Hij schreef samen met Jeremy Gilbert het wetenschappelijk ingestoken boek Discographies (1999) over de dancescene.
Vanaf 2000 werd Pearson meer actief als remixer. Daarbij werd de naam Maas ingeruild voor zijn eigen naam. In 2001 werden vroege remixes uitgebracht onder de naam Small Change. Hij deed remixes voor onder andere The Chemical Brothers, Franz Ferdinand, Depeche Mode en Moby. In 2007 werden nieuwere remixen verzameld op Piece Work (2007). Met producer Al Usher vormde hij het duo Partial arts, waarvan zo nu en dan singles verschijnen. Er verschenen ook de nodige dj-mixen. Voor de Fabric-reeks mixte hij in 2007 het 35e deel. Hij produceerde ook voor Tracey Thorn (Everything But The Girl) de soloalbums Out of the Woods en Love and Its Opposite.